# 別里斯拉夫區
别里斯拉夫区（烏克蘭語：Бериславський район），又译为贝里斯拉夫区，是烏克蘭南部赫爾松州的一個區，行政中心設於别里斯拉夫，面积为4,747平方公里，人口数量为95,967人（2021年估计）。

## 历史
2020年7月18日乌克兰施行了行政区划改革，赫尔松州的区份数量减至5个，该区的面积显著扩大。改革前别里斯拉夫區的面積为1,721平方公里，2012年人口49,062，人口密度每平方公里28.51人。

## 行政区划
设立时别里斯拉夫区下分11个市镇：
- 别里斯拉夫市镇（市级）
- 大亚历山德里夫卡市镇（镇级）
- 卡利尼夫斯凱市镇（烏克蘭語：Калинівська селищна громада (Херсонська область)）（镇级）
- 维索科皮利亚市镇（烏克蘭語：Високопільська селищна громада）（镇级）
- 新沃龙佐夫卡市镇（烏克蘭語：Нововоронцовська селищна громада）（镇级）
- 梅洛韦市镇（烏克蘭語：Милівська сільська громада）（乡级）
- 新赖斯克市镇（烏克蘭語：Новорайська сільська громада）（乡级）
- 佳亨卡市镇（烏克蘭語：Тягинська сільська громада）（乡级）
- 博罗曾斯凯市镇（烏克蘭語：Борозенська сільська громада）（乡级）
- 科丘贝伊夫卡市镇（烏克蘭語：Кочубеївська сільська громада）（乡级）
- 新亚历山德里夫卡市镇（烏克蘭語：Новоолександрівська сільська громада (Херсонська область)）（乡级）